# گو شین‌شین
گو شین‌شین (انگلیسی: Guo Xinxin؛ زادهٔ ۲ اوت ۱۹۸۳) از برندگان مدال‌های بازی‌های المپیک زمستانی اهل چین است.